# Sport en Macédoine du Nord
Cet article traite du sport en Macédoine du Nord.
La Macédoine du Nord compte plus de 1 300 clubs sportifs, regroupant près de 60 000 membres.Le football est le sport le plus populaire en Macédoine du Nord, il est suivi par le handball, le volley-ball, le basket-ball et la natation. Le ski, la chasse, le parapente, la spéléologie, la pêche, le kayak, l'escalade ou encore le VTT sont d'autres sports couramment pratiqués dans les montagnes macédoniennes

## Disciplines

### Football
Le championnat de Macédoine du Nord de football (macédonien : Прва македонска Фудбалска Лига ou Prva Makedonska Fudbalska Liga) a été créé en 1992.
Darko Pančev, ancien footballeur, successivement au FK Vardar, à l'Étoile rouge de Belgrade et à l'Inter Milan, est l'un des rares sportifs macédoniens à avoir acquis une réputation européenne.

### Basket-ball
L'équipe de macédoine du Nord de basket-ball  représente la Macédoine du Nord dans les compétitions internationales. L'équipe est dirigée par la Fédération de basketball de Macédoine du Nord, l'instance dirigeante du basket-ball en Macédoine du Nord qui a été créé en 1992 et a rejoint la FIBA en 1993.
La Macédoine a participé à trois Eurobaskets, son meilleur résultat est une 4e place en 2011. Elle joue ses matchs à domicile à l'Arena Boris Trajkovski à Skopje.

### Handball

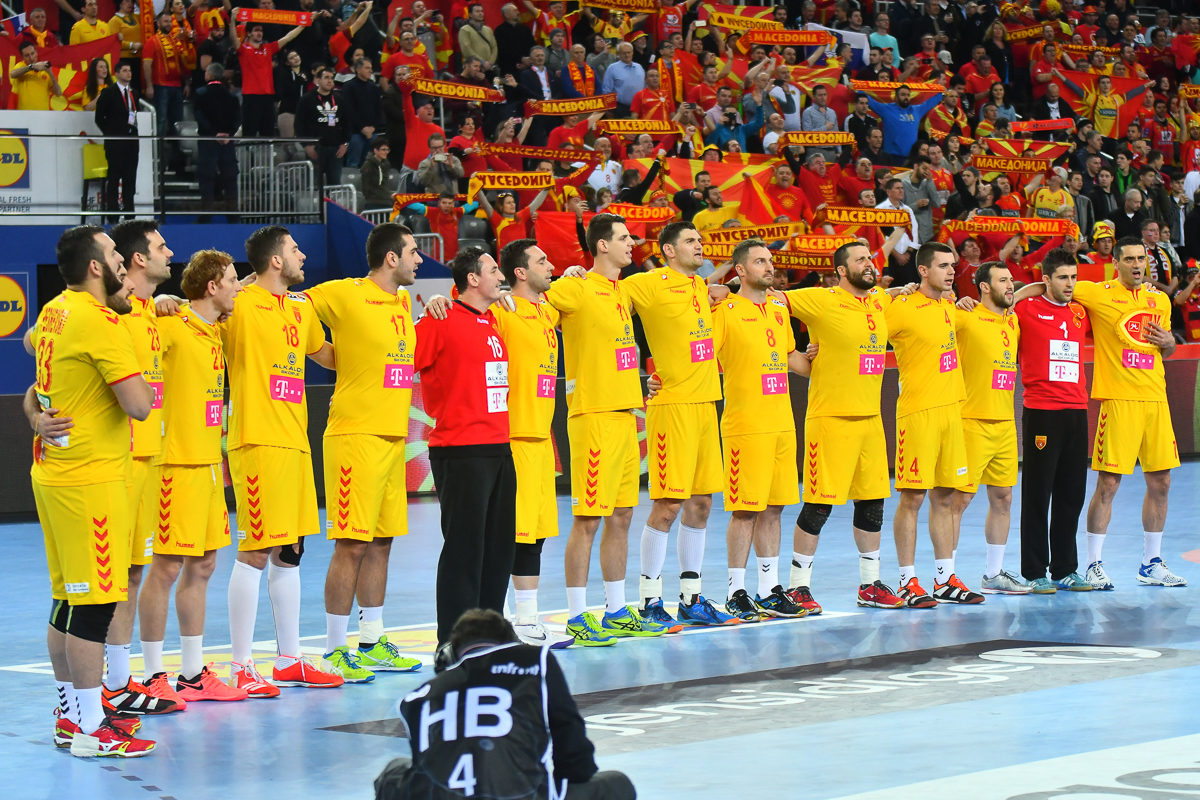
L'équipe nationale de handball devant ses supporters à l'Euro 2018.

Le handball est un autre sport collectif important en Macédoine du Nord.
Chez les féminines le Kometal GP Skopje a remporté la Ligue des champions en 2002. En 2017 et 2018, le Vardar Skopje s'est quant à lui incliné en finale. Le Championnat d'Europe 2008 a été organisé en Macédoine à Skopje et Ohrid ; l'équipe nationale a terminé à la septième place.
Chez les hommes, le Vardar Skopje a remporté la Ligue des champions en 2017. Quant à l'équipe nationale, elle est notamment portée par Kiril Lazarov qui détient le record du plus grand nombre de buts marqués lors d'un championnat du monde avec 92 buts en 9 matchs et lors d'un championnat d'Europe avec 61 buts en 7 matchs

### Ski
Les stations de ski étant modeste et vétuste, le ski est peu développé dans le pays.

## Jeux Olympiques

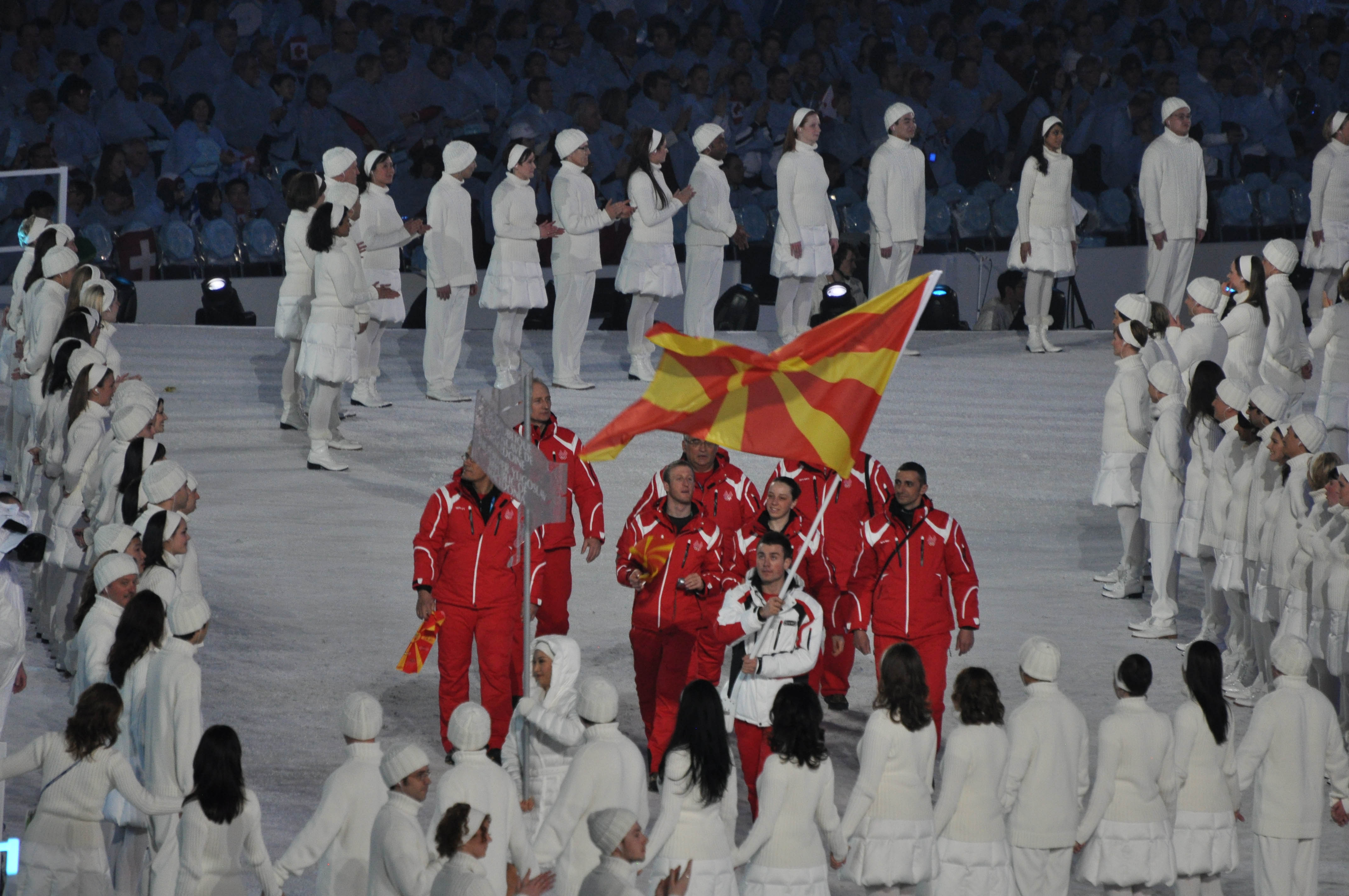
L'équipe macédonienne aux Jeux de Vancouver.

La Macédoine du Nord a participé à quatre Jeux olympiques d'été et quatre Jeux d'hiver, elle a gagné une médaille en bronze, remportée en lutte aux Jeux olympiques de 2000.
Toutefois, les athlètes yougoslaves macédoniens ont remporté 13 médailles de 1956 à 1988 et le pays a aussi remporté cinq médailles à des Jeux paralympiques, trois sous les couleurs yougoslaves, et deux sous les couleurs macédoniennes, une en argent lors des Jeux de 2004, l'autre en or lors des Jeux de 2012.

## Paris sportifs
Les Macédoniens s'intéressent toutefois beaucoup aux sports, cela se ressent par exemple par l'importance des paris sportifs, pratiqués par 37 % de la population. Le phénomène touche surtout les hommes et les jeunes (les moins de 25 ans représentent 48 % des parieurs), mais il concerne toutes les catégories sociales.